# Saida Riabi
Saida Riabi (ur. 13 lipca 1981) – tunezyjska zapaśniczka walcząca w stylu wolnym. Zajęła dziesiąte miejsce na mistrzostwach świata w 1997. Złota medalistka igrzysk afrykańskich w 2003 i srebrna w 1999. Zdobyła siedem medali na mistrzostwach Afryki w latach 1996 - 2003. Mistrzyni igrzysk śródziemnomorskich w 2001. Czwarta w Pucharze świata w 2002 i siódma w 2001 roku.